# RRC Altenberg
Der RennRodelClub Altenberg e. V. (kurz: RRC Altenberg) ist ein Rodelsportverein aus Altenberg. Aktuell gehört der Verein neben Oberwiesenthal zu den zwei Landesstützpunkten Sachsens im Rennrodeln.

## Geschichte
Der RennRodelClub Altenberg wurde am 6. Juli 2015 gegründet und entstand aus der ausgegliederten Rodelsportabteilung des SSV Altenberg, auf deren Historie und Erfolge sich der RRC auch beruft. Ziel war es, mit der Gründung des Einspartenvereins eine gezieltere Förderung des Rennrodelsports am Standort Altenberg zu erreichen. Erster Vorsitzender wurde Martin Henneberg, welcher 2018 vom jetzigen Vorsitzenden Jürgen Tiebel, Vater der ehemaligen Rennrodlerin Jessica Tiebel, abgelöst wurde. 2017 war der Verein Austräger der Deutschen Meisterschaften im Rennrodeln. Ein Jahr später war der Verein gemeinsam mit dem Weltverband FIL Ausrichter der Junioren-Weltmeisterschaft.

## Bekannte Sportler
- Jessica Degenhardt, Goldmedaillengewinnerin bei den Olympischen Jugendspielen, Juniorendoppelweltmeisterin 2020
- Aileen Frisch, Olympiastarterin 2018 (startet seit 2017 für Südkorea)
- Jessica Tiebel, Dreifache Junioren-Welt- und zweifache Europameisterin, sowie Dreifache Junioren Gesamtweltcupsiegerin